# کوسگ‌دوروسلو
کوسِگ‌دوروسلو (به مجاری:  Kőszegdoroszló) یک شهرداری در مجارستان است که در ناحیه کوسگ واقع شده‌است. کوسگ‌دوروسلو ۹٫۶۵ کیلومتر مربع مساحت دارد.